# Der neue Antisemitismus
Der neue Antisemitismus (im englischen Original: Antisemitism: Here and Now) ist ein in Briefform verfasstes Sachbuch der US-amerikanischen Historikerin Deborah Lipstadt, das 2019 im Verlag Schocken Books veröffentlicht wurde. Die von Stephan Pauli übersetzte deutschsprachige Ausgabe erschien bereits Ende 2018 im Berlin Verlag. Das Werk beschäftigt sich mit dem zunehmenden Judenhass mit Schwerpunkt USA und Europa. Lipstadt stellt verschiedene Typen des derzeitigen Antisemitismus vor und beschreibt Beispiele für Antisemitismus seit der Jahrtausendwende. Ihr Buch präsentiert so eine Chronik antisemitischer Ereignisse und Verbrechen der jüngeren Vergangenheit.

## Inhalt

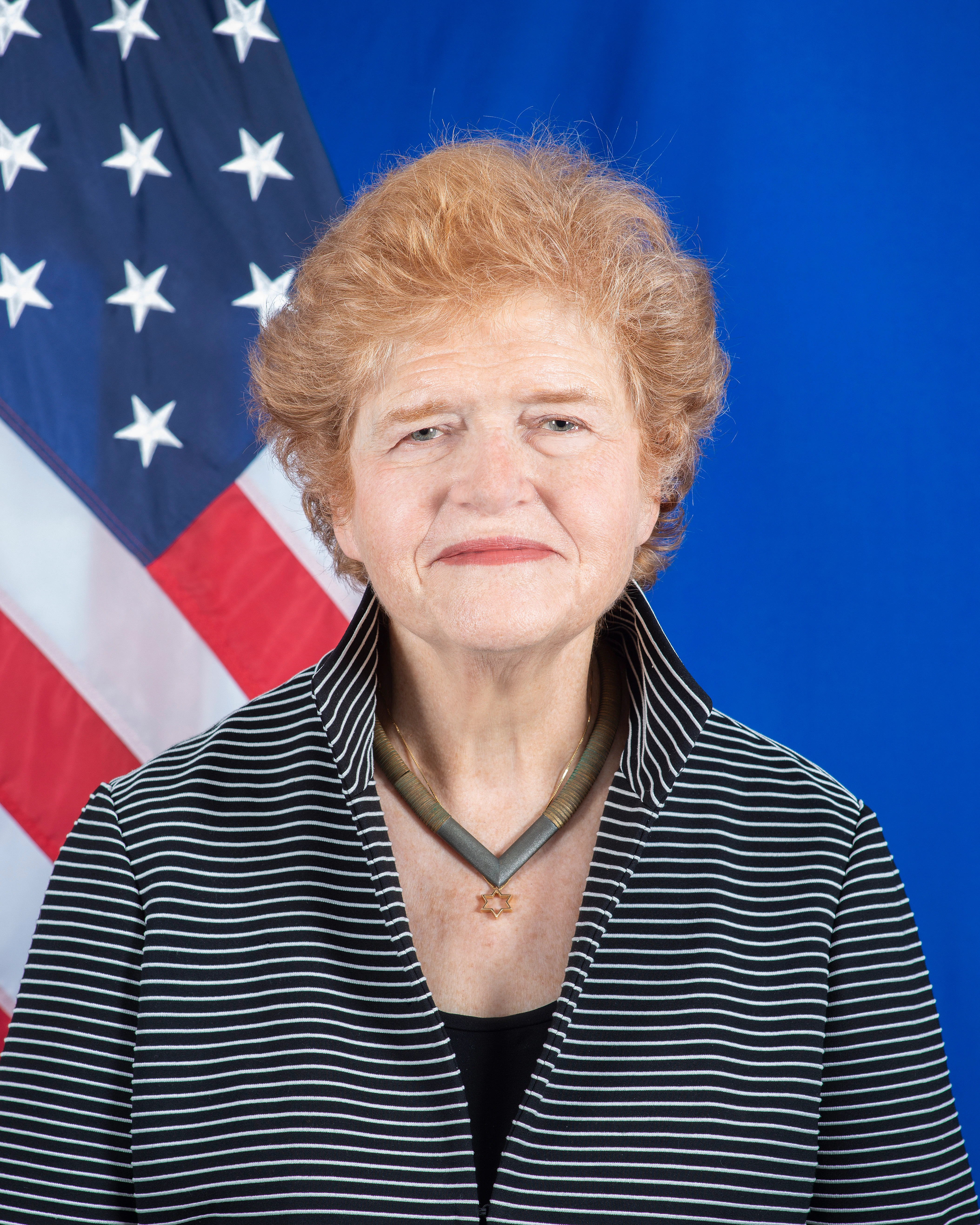
Deborah Lipstadt, seit 2021 Antisemitismusbeauftragte des US-Außenministeriums

Deborah Lipstadt beschreibt in dem Buch, das sich an ein breites und vor allem auch jüngeres Publikum richtet, den neuen Antisemitismus, wobei sie auch die Kontinuitäten zum seit Jahrhunderten bestehenden Antisemitismus darstellt. Das Buch ist in Form von Briefen zwischen Lipstadt und zwei fiktionalen Charakteren konzipiert. Die eine fiktionale Person ist eine brillante College-Studentin namens Abigail, die zweite ein wohlmeinender, nicht-jüdischer Juraprofessor, Joe genannt. Abigail und Joe basieren auf Menschen aus Lipstadts akademischem und gesellschaftlichem Umfeld. Die in den Briefen aufgeworfenen Fragen basieren auf tatsächlichen Fragen, die Lipstadt über Antisemitismus gestellt wurden. Die Fragen sind zum Teil grundsätzlich: Wo fängt Antisemitismus an? Wie kann ich richtig darauf reagieren? Wird Judenhass überbewertet? In ihren Antworten nennt Lipstadt zahlreiche Beispiele für Antisemitismus aus den Jahren seit der Jahrtausendwende. Im Ergebnis referiert sie eine Chronik antisemitischer Ereignisse und Verbrechen der vergangenen Jahre in Europa und den USA.
Lipstadt erläutert, dass es wichtig sei zu verstehen, dass der Antisemitismus unabhängig von jeglicher Handlung von Juden existiere: „Antisemitismus ist nicht Hass auf Menschen, die zufällig Juden sind. Es ist Hass auf sie, weil sie Juden sind.“ Im Laufe des Buchs stellt sie die verschiedenen Schattierungen des derzeitigen Antisemitismus und seiner Kontexte dar. Sie unterscheidet Extremisten, antisemitische „Steigbügelhalter“, „ahnungslose Antisemiten“ und von ihr als „Salon-Antisemiten“ bezeichnete „höfliche“ Judenhasser. Ein „ahnungsloser Antisemit“ ist laut Lipstadts Definition „eine ansonsten oft nette und wohlgesinnte Person, der es überhaupt nicht klar ist, dass sie antisemitische Stereotype verinnerlicht hat, denen sie weiter aufsitzt.“ „Salon-Antisemiten“ dagegen wehren sich zum Beispiel dagegen, dass in ihrem Stadtviertel eine Synagoge gebaut werde, behaupten jedoch, sie hätten nichts gegen Juden, und verweisen darauf, dass einige ihrer besten Freunde Juden seien.
Antisemitische „Steigbügelhalter“ sind vielleicht selbst keine Antisemiten und haben keine persönliche Abneigung gegen Juden. Doch sie ermöglichen durch ihre Aussagen und Handlungen die Ausbreitung des Antisemitismus, wofür sie aber nicht die Verantwortung übernehmen: „Sobald man sie mit diesem Vorwurf konfrontiert, behaupten beide [hier Donald Trump, Jeremy Corbyn], tief getroffen zu sein. Doch ungeachtet ihrer Dementi sind sie direkt für die Legitimierung expliziter Anfeindungen gegen Juden verantwortlich.“ So hätte Donald Trump mit seiner Aussage, dass „internationale Banken“, welche „die Zerstörung der Souveränität der USA planen, um diese globalen Finanzmächte zu bereichern“ auf ein Thema zurückgegriffen, das mit „traditionellen antisemitische Stereotypen des 'internationalen Juden’“ spiele. Ein anderer Deckmantel sei Antizionismus, der behaupte, man könne Israel als einzigartig teuflischen und illegitimen Staat verleumden, der sich naziähnlicher Gräueltaten schuldig gemacht hätte, und dennoch vom Vorwurf des Antisemitismus freigesprochen werden, wie es Jeremy Corbyn, der ehemalige Vorsitzende der britischen Labour-Party, getan hat.
In weiteren Kapiteln beschreibt Lipstadt die antisemitischen Ereignisse und Verbrechen, die seit der Jahrtausendwende in Europa und den USA geschehen sind. Detailliert schildert sie die Vorfälle und die Reaktionen von Politikern, Polizei und Medien. Lipstadt beendete das Buch im Mai 2018, also noch vor dem Attentat in der Tree-of-Life-Synagoge in Pittsburgh im Oktober 2018, dem bis dahin gravierendsten antisemitischen Gewaltakt in der Geschichte der Vereinigten Staaten.

## Rezeption
Im Deutschlandfunk lobt Pia Rauschenberger, dass Lipstadt die Fragen in ihrem Buch nüchtern und ausgewogen und oft mit einem „Es kommt darauf an.“ beantwortet. Dies sei eine große Stärke des Buches. Lipstadt schaffe es auch, beinah alltagspraktische Ratschläge zu geben, wie wir Antisemitismus erkennen, wie wir ihn ansprechen und welche Konsequenzen wir daraus ziehen können.
In der Frankfurter Allgemeinen Zeitung fragt Dan Diner, ob die zunehmende Sichtbarkeit antijüdischer Ressentiments, die Lipstadts Chronik zeigt, tatsächlich eine substantielle Zunahme darstelle. Doch das Anschwellen öffentlicher Grenzüberschreitungen würde auch den skeptischen Zeitgenossen davon überzeugen, dass „die historische Halbwertzeit des antijüdischen Ressentiments bis hin zur ausgegorenen antisemitischen Weltanschauung offenbar von längerer Dauer ist als vom zukunftsfrohen Bewusstsein erhofft“. Judenfeindschaft sei anscheinend ein Phänomen chronischer Beständigkeit.
In der New York Times lobt Bret Stephens Lipstadts Buch für seine Gelehrsamkeit, Klarheit, Zugänglichkeit und Leidenschaft zu einem Zeitpunkt, an dem diese Eigenschaften nicht mehr gebraucht werden könnten. Es gelinge Lipstadt, ihre Leserschaft für die Art, die Hartnäckigkeit und das Ausmaß der Bedrohung des Antisemitismus zu sensibilisieren sowie für die heimtückischen Methoden, mit denen er sich zu tarnen versucht. Als Beispiel verweist er auf die Geschichte des gefeierten britischen Filmemachers Ken Loach, der sich 2016 weigerte, die Leugnung des Holocausts zu verurteilen, weil „Geschichte für uns alle zu diskutieren ist“. Lipstadt sei am besten, wenn sie die Deckmäntel entlarve, unter denen der Antisemitismus daherkomme. Der Journalist verweist auf den Deckmantel der Kampagne gegen „Globalisten“, deren führende Vertreter „zufällig“ Namen wie Soros, Yellen und Blankfein, also als jüdisch geltende Namen, tragen. Lipstadts Analyse, dass das Wiederaufleben des Antisemitismus sowohl seinen politischen Förderern, die nicht offen bigott sind, als auch seinen ideologischen Ausführenden, die es sind, zu verdanken ist, ist laut Stephens der wertvollste Beitrag, den das Buch zur Diskussion über den modernen Judenhass leiste.
In Religion News Service lobt Jeffrey Salkin das „Timing“ von Lipstadts Buch, das kurz nach dem Pittsburgh-Attentat und der Kontroverse um den Women’s March nach Washington erschien. Es sei viel wertvoller als eine akademische Geschichte des Antisemitismus. Es sei ein „Akt der Vergrößerung der moralischen Linse auf das, was heute in der Welt geschieht“. Er lobt, dass sie den Antisemitismus auf beiden Seiten des politischen Spektrums benennt. Positiv hebt er zudem hervor, dass Lipstadt ihre jüdische Leserschaft daran erinnert, den Antisemitismus nicht zum Eckpfeiler ihrer jüdischen Identität zu machen. Im Judentum gehe es nicht darum, dass „sie“ Juden hassen, sondern darum, wie Gott Juden liebe.
In der Washington Post hebt Randy Rosenthal die versöhnlichen Töne Lipstadts hervor. Lipstadt habe herausgestellt, wie sehr Amerika sich verändert habe. So gebe es heute an Eliteuniversitäten keine Quoten mehr für jüdische Studierende, um ihre Zahl zu begrenzen. Wichtig ist dem Journalisten der Washington Post auch, dass die antisemitische Gewalt in Europa viel größer sei als in den USA. Er ruft Menschen auf allen Seiten des politischen Spektrums dazu auf, Lipstadt folgend ihre potenziellen blinden Flecken in Bezug auf Antisemitismus zu untersuchen und „sowohl Freunde als auch Feinde zur Rede [zu] stellen“. Wie man das tue, liege an jedem einzelnen, aber das Buch sei ein guter Anfang.
In Mosaic – Advancing Jewish Thought lobt Ben Cohen Lipstadts detaillierte Kenntnis der historischen Muster der Judenverfolgung, insbesondere im letzten Jahrhundert. Er kritisiert aber, dass sie sorgfältig eine Gleichwertigkeit zwischen Antisemitismus von links und rechts herstelle, wie zum Beispiel im Kapitel zu den Steigbügelhaltern, die sie am Beispiel von Donald Trump und Jeremy Corbyn darstellt. Cohen ist dagegen der Ansicht, dass Trump sich „vielleicht“ schuldig mache, Antisemiten gelegentlich zu ermutigen oder sogar zu unterstützen, aber Corbyn sei definitiv ein Antisemit.

In der Zeit äußert sich Jan Süselbeck kritisch über die gewählte Form des Buchs, den fiktionalen Briefwechsel. Der Dialog wirke trotz des Versuchs, eine lockere Gesprächssituation zu imitieren, etwas bemüht: „Während die fiktiven Figuren eher als bloße Stichwortlieferanten dienen und teils überaus naive Fragen stellen, antwortet Lipstadt mit monologisierenden, oft unverhältnismäßig ausführlichen Belehrungen.“ Doch ihre „akribische Nachzeichnung“ der zahllosen antisemitischen Vorkommnisse und Debatten mache Lipstadts Buch zu einem Archiv des neuen Antisemitismus. Süselbeck empfiehlt es deswegen zur Lektüre „nicht zuletzt orientierungsbedürftigen Pädagogen, die sich auch in Deutschland mehr denn je mit antisemitischen Einstellungen unter ihren Schülern konfrontiert sehen.“

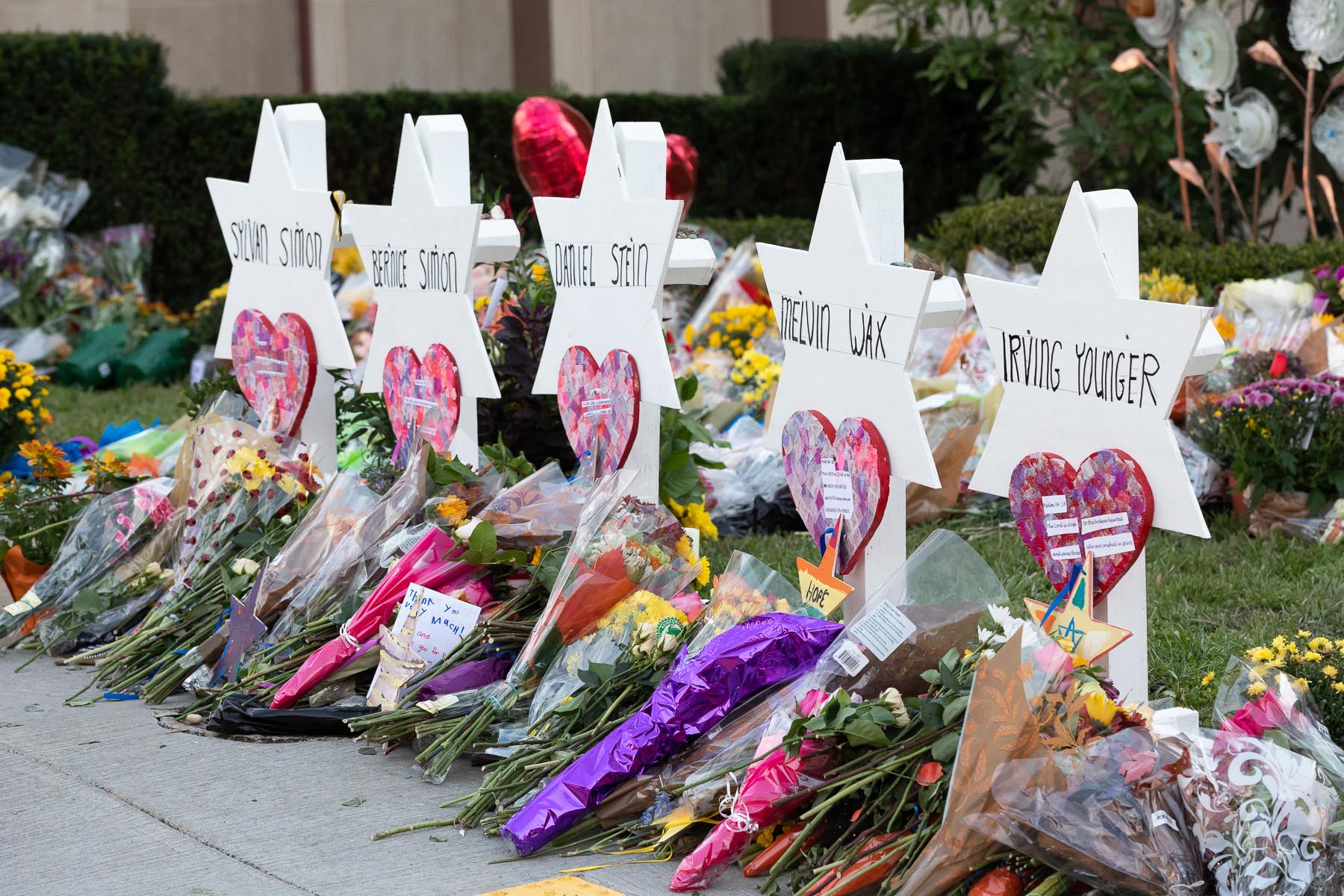
Gedenktafeln vor der Tree-of-Life-Synagoge

Er bemängelt aber, dass Lipstadt den Unterschied zwischen Judenhass und herkömmlichen rassistischen Vorurteilen zu wenig herausarbeite. An einer Stelle im Buch räume sie sogar ein, dass Juden im gegenwärtigen Amerika auf weniger drastische Weise von den Folgen rassistischer Vorurteile betroffen seien als Afroamerikaner. Süselbeck verweist auf Monika Schwarz-Friesels Definition des Antisemitismus als „konzeptuell geschlossenes, faktenresistentes und von intensiven Negativ-Gefühlen determiniertes Weltdeutungssystem“, das als solches eben „kein Vorurteilssystem unter vielen“ sei, sondern „ein unikales kulturhistorisches Phänomen, das sich gegen die Existenz von Juden und Jüdinnen richtet“. Der einzigartigen Bedrohung durch den Antisemitismus als „konzeptuell geschlossenes, faktenresistentes und von intensiven Negativ-Gefühlen determiniertes Weltdeutungssystem“ werde Lipstadts Erörterungen im „fingierten Plauderstunden- und Kummerkastenformat für eine verunsicherte jüdische College-Studentin und einen neugierigen Jura-Kollegen“ angesichts der Ereignisse nach Fertigstellung des Buches (Attentat in der Tree-of-Life-Synagoge in Pittsburgh, Anschlag auf die Chabad-Synagoge in der kalifornischen Kleinstadt Poway) teils nur noch bedingt gerecht.
Süselbeck „erstaunt“ Lipstadts „vergleichsweise Milde“ gegenüber der BDS-Bewegung, die Israel als „Apartheidsstaat“ bezeichnet. Lipstadt stelle zwar klar, dass Organisationen, welche „die Existenz eines jüdischen Staats infrage stellen, ganz eindeutig antisemitisch“ seien, wende sich aber im Sinne der freien Meinungsäußerung dagegen, solchen Bewegungen den Zugang zum Campus der Universitäten zu verbieten. Für Süselbeck steht dieser „ungebrochene ‚amerikanische Free-Speech-Idealismus‘“ im Widerspruch zu ihrer an anderer Stelle geäußerten Einsicht, dass es sicherlich auch gefährliche Gruppen gebe, „mit denen jeder Ideenaustausch unmöglich“ sei, da man mit Antisemiten nun einmal nicht sinnvoll diskutieren könne.
Im Journal of Contemporary Antisemitism empfiehlt Robert Rozett Lipstadts Abhandlung Menschen, die etwas über den zeitgenössischen Antisemitismus über ein oberflächliches Verständnis hinaus erfahren wollen. Da Lipstadt so viel von sich selbst in das Buch eingebracht hätte und ihre persönliche Stimme darin so deutlich wird, sei das Buch viel mehr als nur ein erklärender Text. Beim Lesen käme man der Erfahrung nahe, mit Lipstadt ein erbauliches und anregendes Semester über den zeitgenössischen Antisemitismus zu erleben.

## Ausgaben
- Der neue Antisemitismus. Berlin Verlag, Berlin 2018, ISBN 978-3-8270-1340-8.
- Antisemitism. Here and Now. Schocken, New York 2019, ISBN 978-0-8052-4337-6.
- Antisemitismus heute. Wie Hass und Vorurteile global erstarken. Piper, München 2020, ISBN 978-3-8270-1340-8.